# 구글 디벨로퍼스 엑스퍼트
구글 디벨로퍼스 엑스퍼트(Google Developers Expert, GDE)는 구글에서 웹 기술 또는 구글 디벨로퍼스 제품에 대한 모범적인 전문 지식을 보유하고 있다고 인정하는 사람이다. GDE는 구글에서 설정하고 관리하는 구글 디벨로퍼스 엑스퍼트 프로그램의 회원 자격으로 수여된다. GDE의 임기는 1년이며 해당 제품의 개발자 및 오픈 소스 커뮤니티에 지속적으로 적극적으로 기여할 경우 연장될 수 있다. 구글 디벨로퍼스 엑스퍼트는 프로그램 회원인 동안 구글 직원이 될 수 없다. GDE는 "구글 또는 구글 회사를 대신하여 진술"할 수 없으며 어떠한 의견도 구글의 의견이 아님을 분명히 밝힐 수 없다.
GDE 프로그램 웹사이트에 따르면 2023년 6월 기준으로 이 지정을 받은 사람이 1,000명이 넘는다.

## 지원 제품
- 안드로이드 (운영체제)
- 앵귤러 (애플리케이션 플랫폼)
- 다트 (프로그래밍 언어)
- 플러터
- 파이어베이스
- HTML5
- 디자인 스프린트
- 구글 애즈
- 구글 애널리틱스
- 구글 앱 API
- 구글 앱 스크립트
- 구글 크롬
- 구글 클라우드 플랫폼
- 구글 드라이브 SDK
- 구글 글래스
- 구글 지도 API
- 구글 페이
- 구글+
- 기계 학습
- 제품 디자인
- 유튜브 API

## 같이 보기
- 마이크로소프트 MVP